# Buffalo Bills 1967
La stagione 1967 dei Buffalo Bills è stata l'ottava della franchigia nell'American Football League. Sotto la direzione dell'allenatore al secondo anno Joe Collier la squadra ebbe un record di 4-10, classificandosi terza nella AFL Eastern Division. Fu la prima stagione con un record negativo dal 1961.

## Roster
| Roster dei Buffalo Bills nel 1967 |
| --- |
| Quarterback - 16 Tom Flores - 15 Jack Kemp Running Back - 33 Teddy Bailey - 34 Gene Donaldson FB - 30 Wray Carlton - 20 Keith Lincoln - 40 Ed Rutkowski - 32 Jack Spikes Wide Receiver - 83 Bobby Crockett - 44 Elbert Dubenion - 43 Monte Ledbetter - 84 Art Powell Tight End - 36 Charlie Bivins RB/TE/KR - 82 Paul Costa - 87 Billy Masters SE/TE Offensive Linemen - 77 Stew Barber T - 50 Al Bemiller C - 76 Gary Bugenhagen G - 62 Dick Cunningham T - 79 Dick Hudson T - 73 Howard Kindig T - 60 Jim LeMoine G - 57 Bob Schmidt C - 66 Billy Shaw G Defensive Linemen - 78 Jim Dunaway DT - 72 Ron McDole DE - 75 Dudley Meredith DT - 85 Bob Petrich DE - 65 Remi Prudhomme DE - 70 Tom Sestak DT - 81 Rich Zecher DT Linebacker - 52 Edgar Chandler - 59 Paul Guidry - 64 Harry Jacobs - 56 Marty Schottenheimer - 58 Mike Stratton - 51 John Tracey Defensive Back - 42 Butch Byrd CB - 45 Hagood Clarke SS - 24 Booker Edgerson CB - 27 Tom Janik FS - 47 Charlie King CB - 46 Tony King CB - 23 Bobby Ply CB - 48 John Pitts SS - 26 George Saimes FS Special Team - 55 Paul Maguire P/LB - 7 Mike Mercer K |
| Legenda - I rookie sono in corsivo. - Il primo ruolo è il principale mentre gli eventuali successivi indicano i ruoli secondari. - (IR) sta per Injured Reserve ed indica la lista ristretta per un solo giocatore infortunato che può tornare ad allenarsi dopo la settimana 6 e a rientrare in prima squadra dopo che questa ha giocato 8 partite. - (NF-Inj.) / (NF-Ill.) stanno rispettivamente per Non-Football Injured e Non-Football Illness ed indicano le liste dove viene inserito un giocatore che ha un infortunio o una malattia non dipendente dal football americano. - (PUP) sta per Physically Unable to Perform ed indica la lista dove viene inserito un giocatore mentre è in attesa di recuperare la condizione fisica. Nella stagione regolare dopo la sesta partita giocata dalla propria squadra, il giocatore ha tempo tre settimane per riprendere ad allenarsi, più tre settimane aggiuntive dal suo rientro agli allenamenti per rientrare in prima squadra. |

## Calendario
| Stagione regolare |                    |                       |                    |                    |
| Turno             | Data               | Avversario            | Risultato          | Pubblico           |
| 1                 | 10 settembre 1967  | New York Jets         | V 20–17            | 45,748             |
| 2                 | 17 settembre 1967  | Houston Oilers        | S 3-20             | 41,384             |
| 3                 | 24 settembre 1967  | Boston Patriots       | S 0-23             | 45,748             |
| 4                 | 1º ottobre 1967    | San Diego Chargers    | S 17-37            | 39,310             |
| 5                 | 8 ottobre 1967     | at Denver Broncos     | V 17–16            | 35,188             |
| 6                 | 15 ottobre 1967    | Oakland Raiders       | S 20-24            | 45,758             |
| 7                 | Settimana di pausa | Settimana di pausa    | Settimana di pausa | Settimana di pausa |
| 8                 | October 29, 1967   | at Houston Oilers     | S 3-10             | 30,060             |
| 9                 | 5 novembre 1967    | Miami Dolphins        | V 35–13            | 31,622             |
| 10                | 12 novembre 1967   | at New York Jets      | S 10-20            | 62,671             |
| 11                | 19 novembre 1967   | Denver Broncos        | S 20-21            | 30,891             |
| 12                | 26 novembre 1967   | at Miami Dolphins     | S 14-17            | 27,050             |
| 13                | 3 dicembre 1967    | at Kansas City Chiefs | S 13-23            | 41,943             |
| 14                | 9 dicembre 1967    | at Boston Patriots    | V 44–16            | 20,627             |
| 15                | Settimana di pausa | Settimana di pausa    | Settimana di pausa | Settimana di pausa |
| 16                | 24 dicembre 1967   | at Oakland Raiders    | S 21-28            | 30,738             |

## Classifiche
| AFL Eastern Division |   |    |   |      |       |     |     |     |
|                      | V | S  | P | %    | DIV   | PF  | PS  | STR |
| Houston Oilers       | 9 | 4  | 1 | .692 | 5–1–1 | 258 | 199 | V2  |
| New York Jets        | 8 | 5  | 1 | .615 | 5–1–1 | 371 | 329 | V1  |
| Buffalo Bills        | 4 | 10 | 0 | .286 | 3–5   | 237 | 285 | S1  |
| Miami Dolphins       | 4 | 10 | 0 | .286 | 2–6   | 219 | 407 | S1  |
| Boston Patriots      | 3 | 10 | 1 | .231 | 3–5   | 280 | 389 | S5  |

Nota: I pareggi non venivano conteggiati ai fini della classifica fino al 1972.